# Valentin Ceaușescu
Valentin Ceaușescu (nacido el 17 de febrero de 1948 en Bucarest) es un físico rumano. Él es el hijo mayor y único superviviente del expresidente comunista Nicolae Ceaușescu y su esposa, Elena.

## Biografía

### Primeros años y educación
Valentin Ceaușescu nació en Bucarest el 17 de febrero de 1948, menos de dos meses después del establecimiento de la República Popular Rumana. Su padre, el futuro dictador Nicolae Ceaușescu, era un miembro activo del Partido Comunista Rumano, ganándose varias posiciones políticas y militares; Él era el ministro de la agricultura del país en el momento en que Valentin nació. Su madre era Elena Ceaușescu (de soltera Petrescu).
A diferencia de muchos otros miembros de su familia, incluyendo a su hermano menor, Nicu, Ceaușescu no estaba involucrado en la política. Asistiendo a la Universidad de Bucarest, completó su licenciatura en física. En 1967, decidió continuar su educación al matricularse en el Imperial College de Londres en el Reino Unido.

### Matrimonios y descendencia
El 3 de julio de 1970, Ceaușescu se casó con Iordana (Dana) Borilă, hija del líder del partido comunista Petre Borilă. Ambos padres, entonces rivales políticos, estaban muy en desacuerdo con el matrimonio. La pelea de años resultó en que Dana y su hijo, Daniel, fueron exiliados a Canadá. Dana y Valentín se divorciaron en 1989. Daniel, al igual que su padre, estudió para ser físico.
Ceaușescu volvió a casarse en 1995 y, con su nueva esposa, tiene una hija, Alexandra.

### Detención y vida posterior
En diciembre de 1989, durante la Revolución Rumana, Ceaușescu fue arrestado, junto con los otros miembros de su familia. Conocidos en todo el mundo por su estilo de vida extravagante, fueron acusados de socavar la economía de Rumania. Valentín, él mismo, se dice que ha tenido una posición de gestión del club de fútbol Steaua București. Informó que había visto el juicio de sus padres en televisión mientras estaba detenido.
Ceaușescu fue liberado de la prisión nueve meses más tarde, después de que no se presentaron cargos reales contra él. Durante ese tiempo, su colección de 50 pinturas de maestros rumanos, grabados de Francisco de Goya, y cientos de libros raros fueron confiscados. Cuando solicitó la restitución, las autoridades rumanas argumentaron que no hay documentos que demuestren que él es el propietario, y que la colección de arte pertenecía al Estado rumano. Ceaușescu demandó al gobierno para la restitución. Los tribunales se declararon a favor de Ceaușescu en 2009 y ordenaron al Museo Nacional de Arte que devolviera cuarenta fotografías.

### Carrera científica
Después de terminar su trabajo graduado en 1970, Ceaușescu se convirtió en un miembro de la facultad en el Horia Hulubei Instituto Nacional de Física e Ingeniería Nuclear. Trabajando en el Instituto de Física Atómica (IFA) de laboratorio en Măgurele, realiza la investigación de física nuclear. Él todavía llevaba a cabo este trabajo a partir de 2016.
- Datos: Q586574